# Коренівка (річка)
Коренівка — річка в Україні, у Чернігівському районі Чернігівської області. Ліва притока Угора (басейн Дніпра).

## Опис
Довжина річки приблизно 7,6 км.

## Розташування
Бере початок на північному заході від Лукашівки. Тече переважно на північний захід через Количівку і на південному заході від Анисіва впадає у річку Угор, ліву притоку Десни.